# Marco Haller (Fußballspieler)
Marco Haller (* 30. Juni 1984 in Oettingen) ist ein ehemaliger deutscher Fußballspieler.

## Karriere
In der Jugend kam Haller vom TSV Wemding über den TSV Nördlingen und den 1. FC Nürnberg zum FC Augsburg. Dort wechselte er 2003 von der U-19 in die Regionalligamannschaft, für die er es in seinem ersten Seniorenjahr unter Trainer Armin Veh auf 14 Einsätze brachte. In seiner Augsburger Zeit wurde er auch in die DFB-Juniorenauswahl berufen und spielte dreimal für die deutsche U-20-Nationalmannschaft.
Nach der Saison schloss sich Haller 2004 dem Ligakonkurrenten VfR Aalen an. Nach drei Jahren mit schwankenden Leistungen setzte er sich in der Saison 2007/08 endgültig im Mittelfeld durch und wurde zum Stammspieler. In dieser Saison qualifizierte sich der VfR auch für die neu eingeführte 3. Profi-Liga. In der Saison 2008/09 konnte der Verein allerdings die Liga nicht halten; nach dem Abstieg verließ Haller die Aalener. Er blieb in der 3. Liga und unterschrieb einen Vertrag beim SSV Jahn Regensburg. Zwei Jahre spielte er unter Markus Weinzierl als Stammspieler für die Oberpfälzer, gewann zweimal den Bayerischen Landespokal und kehrte 2011 zum inzwischen wieder aufgestiegenen und von Ralph Hasenhüttl trainierten VfR Aalen zurück. In der Saison 2011/12 gehörte der Mittelfeldspieler, der sowohl auf der rechten als auch auf der linken Seite eingesetzt wird, zum Kern der Mannschaft, die den zweiten Platz der Liga erreichte und damit in die 2. Bundesliga aufstieg. In der Saison 2012/2013 kam er beim VfR Aalen zu 22 Einsätzen; der Aufsteiger erreichte mit 46 Punkten den neunten Tabellenplatz.
Im Sommer 2013 verließ Haller den VfR Aalen und wechselte zu den Würzburger Kickers in die Regionalliga Bayern, die in dieser Saison das Projekt 3x3, also den Aufstieg binnen drei Jahren in die 3. Liga ausriefen und am Saisonende den Bayerischen Landespokal gewannen. Mit den Würzburgern stieg er unter Trainer Bernd Hollerbach 2015 in die 3. Liga auf, 2016 in die 2. Bundesliga. In der ersten Runde des DFB-Pokals 2015/16 erzielte er im Spiel gegen Werder Bremen während der regulären Spielzeit einen Treffer, der jedoch zu Unrecht wegen einer angeblichen Abseitsstellung aberkannt wurde. Würzburg schied daraufhin nach der Verlängerung mit 0:2 aus dem Pokalwettbewerb aus.
Trotz der Möglichkeit eines Verbleibs in der 2. Liga wechselte Haller zur Saison 2016/17 von den Würzburger Kickers in die Regionalliga zum 1. FC Schweinfurt 05 und gewann mit der Mannschaft den Bayerischen Landespokal. Die Vertragsoption für ein weiteres Jahr beim 1. FC Schweinfurt zog Haller nicht. Stattdessen gab er bekannt, sich zukünftig auf seinen Beruf als Industriemechaniker zu konzentrieren.
Haller schloss sich zur Saison 2017/18 dem 6. Liga Neuling Sportfreunde Dorfmerkingen an. Mit der Mannschaft wurde er 2018/19 Meister der Verbandsliga Württemberg und stieg in die Oberliga auf. Danach verließ er Dorfmerkingen und kehrte zu seinem früheren Jugendverein TSV Nördlingen zurück. Aus persönlichen und beruflichen Gründen löste er dort jedoch seinen Vertrag zum Jahresende 2019 wieder auf.

## Erfolge
- Gewinn des Bayerischen Toto-Pokals
  - 2010 und 2011 mit dem SSV Jahn Regensburg
  - 2014 und 2016 mit dem FC Würzburger Kickers
  - 2017 mit dem 1. FC Schweinfurt 05
- Aufstieg in die 2. Bundesliga:
  - 2012 mit dem VfR Aalen
  - 2016 mit dem FC Würzburger Kickers
- Meister der Regionalliga Bayern: 2015 mit dem FC Würzburger Kickers
- Aufstieg in die 3. Liga: 2015 mit dem FC Würzburger Kickers
- Aufstieg in die Oberliga: 2019 mit den SF Dorfmerkingen